# Hong Kong Masters 2022
Das Hong Kong Masters 2022 war ein Snooker-Einladungsturnier der Profisaison 2022/23, das vom 6. bis 9. Oktober 2022 im Hong Kong Coliseum der chinesischen Sonderverwaltungszone Hongkong veranstaltet wurde. 25 Jahre zuvor hatte Großbritannien die Kolonie an China übergeben.
Fünf Jahre vorher hatte es anlässlich des 20-jährigen Jubiläums zum ersten Mal ein Turnier in diesem Format gegeben. Damals hatte der Australier Neil Robertson gewonnen. Er schied diesmal im Halbfinale gegen Ronnie O’Sullivan aus. Der Engländer traf im Finale auf Lokalmatador Marco Fu, den er mit 6:4 schlagen konnte. Fu gelang in seinem Halbfinale im Entscheidungsframe ein Maximum Break, das fünfte in seiner 24-jährigen Profikarriere.
Wegen der COVID-19-Pandemie waren seit 2020 keine Profiturniere mehr in China ausgetragen worden. Neben der Rückkehr nach Asien hatte das Hong Kong Masters eine weitere Besonderheit, weil das Coliseum mit einer Kapazität von 9000 Zuschauern für Snookerverhältnisse sehr groß gewählt war. In England werden bei Topspielen etwa 2500 Zuschauer erreicht. Beim Hong Kong Masters 2017 waren 3000 Zuschauer live dabei gewesen. Bereits in den ersten beiden Runden wurden neue Zuschauerbestzahlen aufgestellt, das Finale war ausverkauft und stellte damit einen neuen Rekord für die Sportart auf.

## Preisgeld
Bei dem Turnier wurde um ein Preisgeld von insgesamt 307.000 £ gespielt.
|                 | Preisgeld |
| --------------- | --------- |
| Sieger          | 100.000 £ |
| Finalist        | 45.000 £  |
| Halbfinalist    | 32.000 £  |
| Viertelfinalist | 22.000 £  |
| höchstes Break  | 10.000 £  |
| Insgesamt       | 307.000 £ |

## Teilnehmer
Eingeladen wurden 6 der Top 7 der Weltrangliste (zu Saisonbeginn) sowie die beiden bestplatzierten Profis aus Hongkong:
- Ronnie O’Sullivan, amtierender Weltmeister und Weltranglistenerster
- Judd Trump, Weltranglistenzweiter, Sieger des Champion of Champions 2021
- Mark Selby, Weltranglistendritter, vierfacher Weltmeister
- Neil Robertson, Weltranglistenvierter, Sieger des Masters 2022
- John Higgins, Weltranglistenfünfter, vierfacher Weltmeister
- Mark Williams, Weltranglistensiebter, dreifacher Weltmeister
- Ng On Yee, erfolgreichste Spielerin Hongkongs, dreimalige Weltmeisterin
- Marco Fu, erfolgreichster aus Hongkong stammender Snookerprofi

Der Weltranglistensechste Zhao Xintong musste bei Turnierbeginn absagen, für ihn rückte Mark Williams nach.

## Turnierplan
Viertel-, Halbfinale und Finale wurden an vier Tagen ausgetragen im Modus Best of 9 bzw. Best of 11.

|  | Viertelfinale Best of 9 Frames | Viertelfinale Best of 9 Frames |                   |   | Halbfinale Best of 11 Frames | Halbfinale Best of 11 Frames |  |  | Finale Best of 11 Frames | Finale Best of 11 Frames |
|  |                                |                                |                   |   |                              |                              |  |  |                          |                          |
|  | Ronnie O’Sullivan              | 5                              |                   |   |                              |                              |  |  |                          |                          |
|  | Ng On Yee                      | 0                              |                   |   |                              |                              |  |  |                          |                          |
|  | Ng On Yee                      | 0                              | Ronnie O’Sullivan | 6 |                              |                              |  |  |                          |                          |
|  |                                |                                | Ronnie O’Sullivan | 6 |                              |                              |  |  |                          |                          |
|  |                                | Neil Robertson                 | 4                 |   |                              |                              |  |  |                          |                          |
|  | Neil Robertson                 | Neil Robertson                 | 4                 | 5 |                              |                              |  |  |                          |                          |
|  | Neil Robertson                 |                                |                   | 5 |                              |                              |  |  |                          |                          |
|  | Mark Williams                  | 3                              |                   |   |                              |                              |  |  |                          |                          |
|  |                                |                                | Ronnie O’Sullivan | 6 |                              |                              |  |  |                          |                          |
|  |                                | Marco Fu                       | 4                 |   |                              |                              |  |  |                          |                          |
|  | Mark Selby                     | 2                              |                   |   |                              |                              |  |  |                          |                          |
|  | Marco Fu                       | 5                              |                   |   |                              |                              |  |  |                          |                          |
|  | Marco Fu                       | 5                              | Marco Fu          | 6 |                              |                              |  |  |                          |                          |
|  |                                |                                | Marco Fu          | 6 |                              |                              |  |  |                          |                          |
|  |                                | John Higgins                   | 5                 |   |                              |                              |  |  |                          |                          |
|  | Judd Trump                     | John Higgins                   | 5                 | 4 |                              |                              |  |  |                          |                          |
|  | Judd Trump                     |                                |                   | 4 |                              |                              |  |  |                          |                          |
|  | John Higgins                   | 5                              |                   |   |                              |                              |  |  |                          |                          |

## Finalstatistik
Beide Finalisten konnten eine lange Karriere mit vielen Erfolgen vorweisen. Als aktueller Weltmeister und Weltranglistenerster war Ronnie O’Sullivan (46) deutlicher Favorit. Marco Fu (44) gehörte nach langer Zwangspause nur noch dank einer Wildcard der Profitour an, hatte aber Heimvorteil und hielt im Turnierverlauf mit den Topspielern mit.
Beide Finalisten mussten im Halbfinale um das Weiterkommen kämpfen. Marco Fu lag gegen John Higgins immer wieder in Rückstand und rettete sich in den Entscheidungsframe. Mit einem „perfekten Break“ von 147 Punkten gewann er mit 6:5. Ronnie O’Sullivan lag gegen Neil Robertson, dem drei Centurys in Folge gelungen waren, 1:4 zurück. 5 Frames gewann der Engländer danach am Stück und drehte das Match zum 6:4-Sieg.
Auch im Finale geriet Marco Fu mit 0:1 und 1:3 in Rückstand. Der umkämpfte 5. Frame nach der Sessionpause ging auch wieder an O’Sullivan und der Druck auf den Hongkong-Chinesen erhöhte sich. Er verkürzte mit einem Fast-Century von 98 Punkten, doch mit dem ersten Finalcentury zum 5:2 rückte O’Sullivan bis auf einen Frame an den Sieg heran. Den 8. Frame konnte Fu noch stehlen und ein weiterer Frame ging noch an ihn, dann fand der amtierende Weltmeister im 10. Frame den richtigen Einstieg zu seinem zweiten Century und er machte den Sieg mit 6:4 Frames perfekt.
| Finale: Best of 11 Frames Schiedsrichter/in: Jerry Chan Hong Kong Coliseum, , Hongkong, 9. Oktober 2022                |                |          |
| Ronnie O’Sullivan | 6:4            | Marco Fu |
| 122:0 (52), 0:99 (55), 71:13 (71), 102:1 (59), 72:28, 0:98 (98), 105:0 (105), 52:61 (51 O’Sullivan), 15:77 (56), 114:0 |                |          |
| 114 | Höchstes Break | 98       |
| 2 | Century-Breaks | –        |
| 6 | 50+-Breaks     | 3        |

## Century-Breaks
7 der 8 Teilnehmer erzielten zusammen 18 Centurys. Marco Fu gelang im Halbfinale das insgesamt 180. offizielle Maximum Break im Profisnooker.
| Marco Fu          | 147                     |
| Neil Robertson    | 140, 135, 105 (2×), 100 |
| Judd Trump        | 136, 120                |
| Mark Williams     | 133                     |
| Ronnie O’Sullivan | 114, 105 (2×), 104, 100 |
| Mark Selby        | 112                     |
| John Higgins      | 105 (2×), 102           |